# Laurent Blondiau
Pour les articles homonymes, voir Blondiau (homonymie).
Laurent Blondiau, né le 24 décembre 1968, est un trompettiste et improvisateur de jazz belge.

## Biographie
En 1986, il entre au Conservatoire royal de Bruxelles où il étudie le jazz avec Bert Joris et Richard Rousselet. Il obtient un premier prix en 1990. 
Laurent Blondiau est très actif sur la scène jazz belge et européenne, il collabore avec de nombreux groupes et artistes: Brussels Jazz Orchestra, Nathalie Loriers + Extension, Octurn, Le Rêve d’Elephant Orchestra, Magik Malik Orchestra, Aka Moon, Garrett List, Lee Konitz, William Sheller, Steve Houben, Joe Lovano, Toots Thielemans, Greg Osby, Maria Schneider, Ghalia Benali, Mahmoud Guinéa, Sekouba Traore, Denis Badault quartet, Unit, le Mégaoctet (Andy Emler), Dj Grazzhopa big band, Pierre Vaiana, Baba Sissoko
En 1997, il monte son propre groupe, Mâäk’s Spirit dont l’effectif actuel se compose de 4 musiciens (Sébastien Boisseau, Jean Chevalier, Laurent Blondiau, Jean-Yves Evrard) et d’un éclairagiste (Sam Mary). Ce projet se caractérise par une place très grande laissée à l’improvisation libre. Si les sources d’inspiration sont à chercher dans la musique contemporaine, le rock, et le free jazz, la musique de Mâäk’s Spirit reste inclassable et tente d’échapper aux clichés, aux folklores.

## Distinction
- Prix du meilleur musicien européen de l'Académie du jazz (2009)

## Discographie sélective
- William Sheller Live
- Daniel Hélin Les Bulles
- Stéphane Payen Thôt Agrandi
- Alban Darche Le Gros Cube
- Unit Time Setting
- 2003 - Mâäk's Spirit - Le Nom du Vent
- 2008 - Mâäk's Spirit - 5
- 2014 - Mâäk Quintet - Nine (Line-up: Laurent Blondiau, Jeroen Van Herzeele, João Lobo, Guillaume Orti, Michel Massot)
- 2015 - MikMâäk - MikMâäk (Line-up: Laurent Blondiau, Jeroen Van Herzeele, João Lobo, Guillaume Orti, Michel Massot, Bart Maris, Claude Tchamitchian, Jean-Paul Estiévenart, Pierre Bernard, Yann Lecollaire, Quentin Manfroy, Grégoire Tirtiaux, Bo Van Der Werf, Fabian Fiorini, Geoffroy De Masure, Niels Van Heertum, pascal Rousseau)